# Electrónica Bertrán
Electrónica Bertrán, S.A., nota come Elbe, è stata un'azienda spagnola produttrice di elettronica di consumo con sede e stabilimento a Barcellona. Fondata nel 1940, era attiva in particolare nella produzione di televisori, e passata nel 1992 sotto il controllo dell'italiana Sèleco, cessò di esistere nel 1994. Era la maggiore impresa del paese iberico operante nel settore. 

## Storia
Elbe fu fondata a Barcellona sotto la ragione sociale Comercial Radio Bertrán su iniziativa di José Bertrán Marqués (1909-1980), che inizialmente commercializzava componenti elettronici, ed in seguito si specializzò nell'assemblaggio di apparecchi radiofonici. Molti anni più tardi, l'impresa impiantò uno stabilimento sul Carrer del Moianès, nel quartiere Font de la Guatlla-Magòria, situato nell'estrema parte meridionale della capitale catalana, inaugurato nel 1962 e che si specializzò nella produzione dei televisori con il marchio Elbe.
Nel 1970, l'azienda divenne società anonima ed assunse la ragione sociale Electrónica Bertrán, S.A., e nota come Elbe. Due anni più tardi, nel 1972, siglò un accordo industriale con la tedesca Körting per la fornitura di tecnologie e componenti per la produzione dei televisori a colori. Nel 1979, Elbe siglò una partnership industriale con la giapponese Sharp per la produzione delle sue apparecchiature, che durerà fino al 1985.
Nel 1980, morì il fondatore Bertrán, e la conduzione dell'azienda passò al genero Eduardo Serrat González, che ne divenne il presidente, e che successivamente verrà affiancato dal figlio Jose Maria Serrat Bertrán come direttore generale. Nel 1987, avviò una nuova collaborazione industriale con la giapponese NEC Corporation. In quello stesso periodo, Elbe cominciò a produrre anche apparecchiature musicali, videocamere e persino personal computer, alcuni dei quali con il suo secondo marchio Gold Tone.
Nel 1992, la famiglia Serrat-Bertrán cedette Elbe alla Sèleco, all'epoca prima azienda italiana produttrice di elettronica di consumo. L'azienda catalana, che da tempo registrava passivi di bilancio, dichiarò il fallimento nel 1994, e di conseguenza cessò di esistere e di produrre.
Negli anni 2000, il marchio Elbe è stato acquisito dalla River International S.A. di Barcellona, azienda che opera nella distribuzione commerciale di prodotti di elettronica di consumo e di piccoli elettrodomestici.

## Informazioni e dati
Electrónica Bertrán, S.A. è stata un'azienda con sede e stabilimento di produzione a Barcellona, facente parte del gruppo italiano Sèleco. Produceva apparecchi audiovisivi, in particolare televisori con il marchio Elbe.
Nel 1990, impiegava 335 dipendenti ed ha realizzato un fatturato di 12,8 miliardi di pesetas. Maggior impresa del settore nel paese, ed unica a capitale interamente spagnolo prima della cessione a Sèleco, operava con i suoi prodotti nel segmento di fascia medio-bassa e possedeva una quota di mercato del 17% in Spagna e del 6% in Portogallo.